# يواف زيف
يواف زيف (بالعبرية: יואב זיו‏) (16 مارس 1981 بالخضيرة في إسرائيل - ) هو لاعب كرة قدم إسرائيلي في مركز الدفاع. شارك مع منتخب إسرائيل تحت 21 سنة لكرة القدم ومنتخب إسرائيل لكرة القدم. أما مع النوادي، فقد لعب مع بيتار القدس ومكابي حيفا ونادي لوكيرين ونادي مكابي تل أبيب وهبوعيل حيفا ونادي هبوعيل نوف هجليل.

## وصلات خارجية
- يواف زيف على موقع الاتحاد الدولي (مؤرشف)  (الإنجليزية)
- يواف زيف على موقع قاعدة بيانات كرة القدم.إي يو (الإنجليزية)
- يواف زيف على موقع ناشيونال فوتبول تيمز (الإنجليزية)
- يواف زيف على موقع Soccerway.com (الإنجليزية)
- يواف زيف على موقع AS.com (الإسبانية)